# Nowa Motława
Nowa Motława (niem. Neue Mottlau) – część Motławy w Gdańsku.

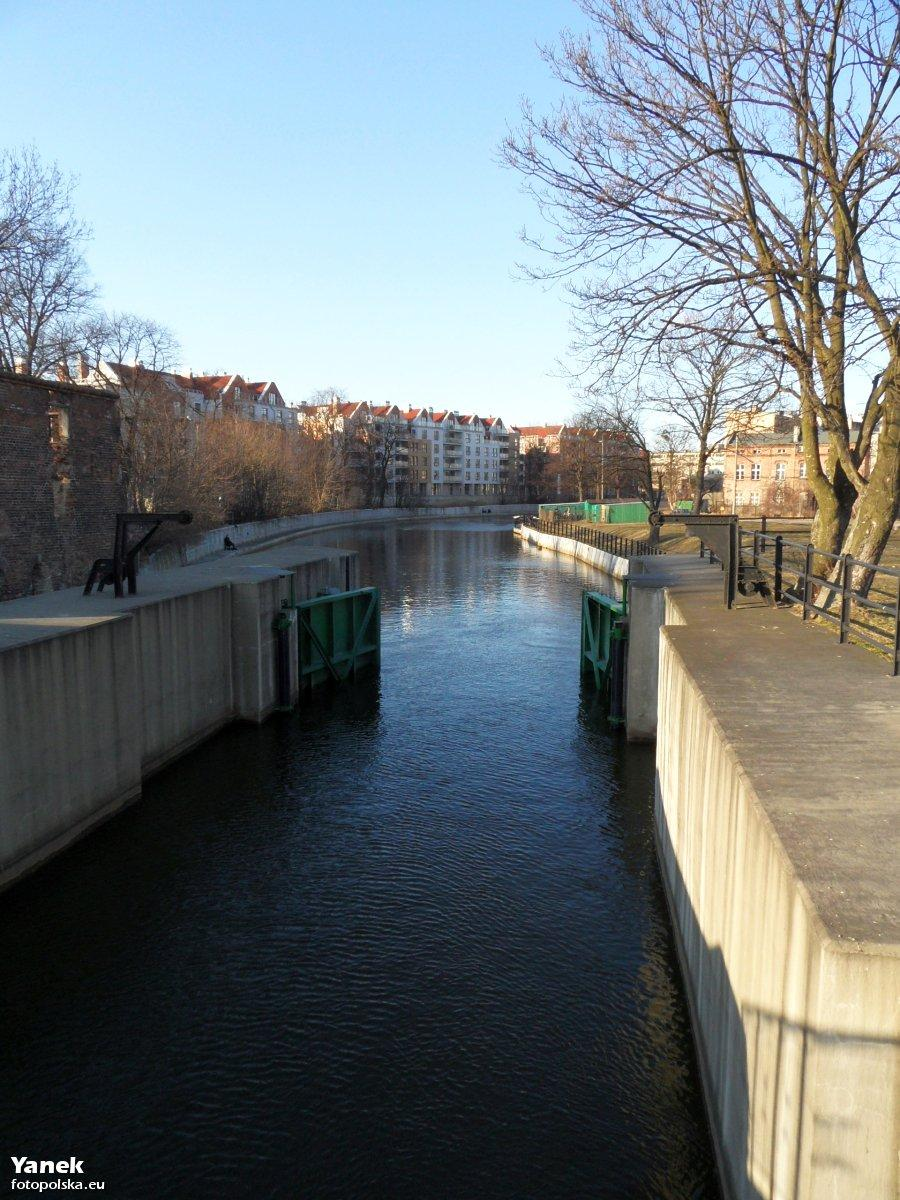
Nowa Motława i Śluza Kamienna

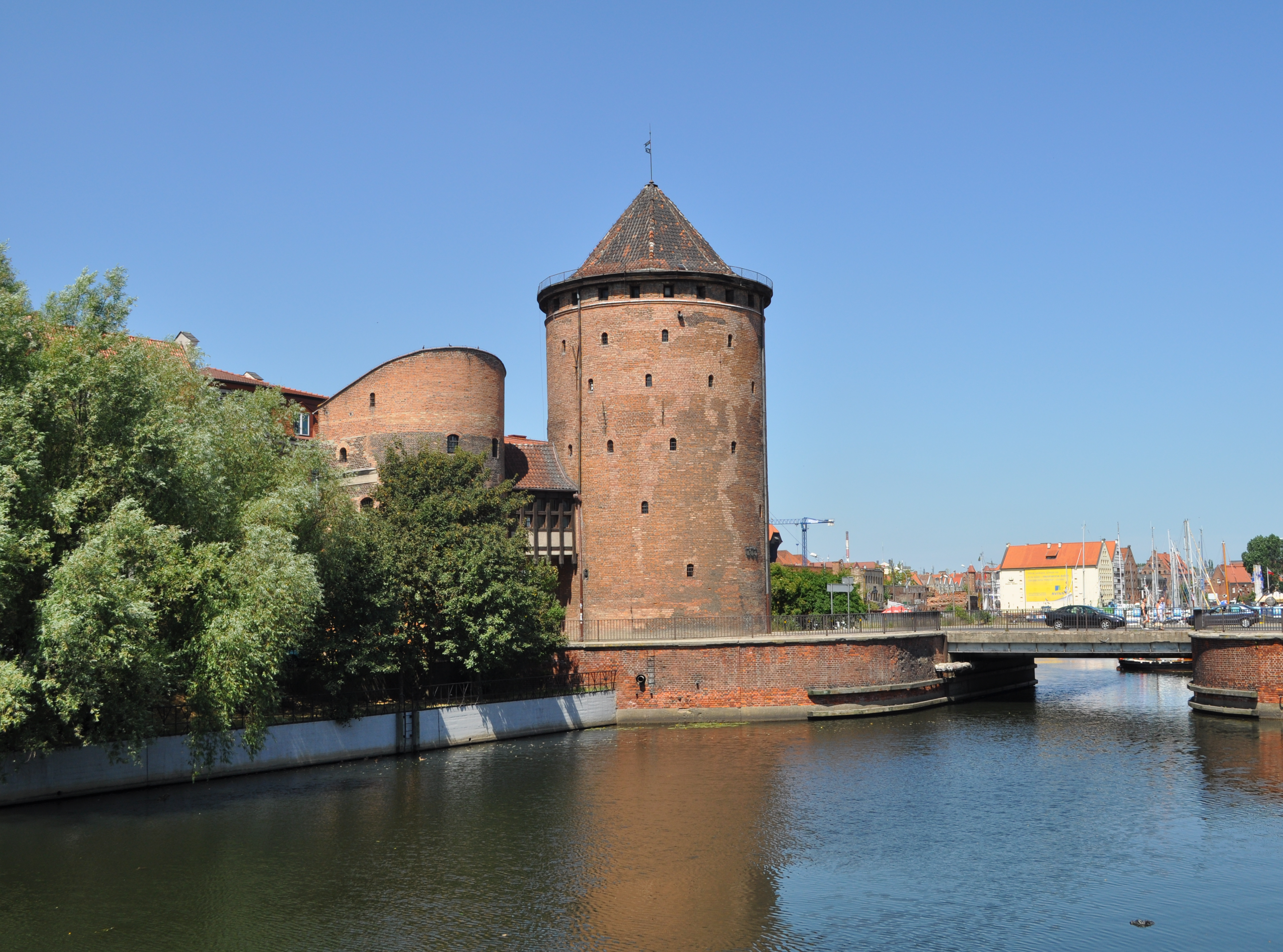
Brama Stągiewna i Most Stągiewny nad Nową Motławą

## Historia
Nowa Motława została utworzona w 1576 w wyniku połączenia przekopem łachy Bersen (Brensa), położonej w okolicach obecnej ul. Angielska Grobla, z dwoma leżącymi na południe bezodpływowymi zastoiskami wodnymi (bez własnych nazw). Początkowo pełniła funkcję fosy, w 1599 została poszerzona i pogłębiona, w celu przystosowania dla potrzeb żeglugi. Poziom wody na Nowej Motławie regulowała Śluza Kamienna, zbudowana w latach 1619–1623. Notowana pod nazwą Nowa Motława od 1609.
W efekcie utworzenia Nowej Motławy powstała Wyspa Spichrzów. Nowa Motława oddziela Wyspę Spichrzów od Ołowianki, Długich Ogrodów i Dolnego Miasta.
W 1997, w 1000-lecie miasta, została zbudowana przystań jachtowa Marina Gdańsk.